# All the Boys Love Mandy Lane
All the Boys Love Mandy Lane is een Amerikaanse horrorfilm uit 2006 onder regie van Jonathan Levine. De productie werd in 2008 op de Golden Trailer Awards genomineerd voor de prijs voor beste horrorfilm.

## Verhaal
Hoewel zo'n beetje elke jongen op haar school Mandy Lane (Amber Heard) dolgraag zijn bed in zou willen sleuren, laat zij zich niet zo in met de populaire kliek. Bovendien krijgt eenieder die haar ergens voor uit wil nodigen haar beste vriend Emmet (Michael Welch) erbij, want zij laat hem niet uitsluiten door anderen. Hun vriendschap lijkt niettemin flink te bekoelen wanneer ze samen een feestje bezoeken bij een van de populairdere studenten thuis. Emmett vertelt daar namelijk aan een dronken Dylan (Adam Powell) dat hij iets opvallends moet doen om bij Lane in de smaak te vallen. Daarop daagt hij hem uit om vanaf het dak van het huis in het zwembad te springen. Deze raakt bij zijn landing half het water en half de rand van het zwembad en overlijdt. Emmett wordt zijn uitdaging erg kwalijk genomen.
Een half jaar later wordt Lane uitgenodigd wordt voor een weekendje in het luxe landhuis van een van de studenten, Red (Aaron Himelstein), wiens ouders er niet zullen zijn. Wanneer ze toestemt, stijgt de hoop onder jongens dat een van hen haar in bed kan krijgen. Samen met Jake (Luke Grimes), Red, Bird (Edwin Hodge), Marlin (Melissa Price) en Chloë (Whitney Able) komt ze aan in het huis op het platteland, waar ze vrij spel hebben. Wel moeten ze opletten dat ze het niet ál te gek maken. Garth (Anson Mount) houdt namelijk voor Reds ouders een oogje in het zeil en hoewel hij de jeugd veel toe wil staan, eist hij wel dat de veiligheid niet in het geding komt.
De losbandigheid krijgt een negatieve wending wanneer Jake kwaad naar buiten loopt na een denigrerende grap over de grootte van zijn geslachtsdeel. Hij komt niet meer terug, evenmin als Marlin nadat ze hem gaat zoeken. Beide zijn het slachtoffer geworden van een vermomde moordenaar. Omdat deze Jake met een geweer neergeschoten heeft, raakt Garth gealarmeerd door het geluid hiervan en dreigt hij een einde aan het weekend te maken door Reds ouders in te lichten. De moordenaar is alleen nog niet klaar.

## Rolverdeling
- Amber Heard - Mandy Lane
- Michael Welch - Emmet
- Anson Mount - Garth
- Whitney Able - Chloë
- Aaron Himelstein - Red
- Edwin Hodge - Bird
- Luke Grimes - Jake
- Melissa Price - Marlin
- Adam Powell - Dylan
- Peyton Hayslip - Lane's Tante Jo
- Brooke Bloom - Lane's nichtje Jen
- Robert Earl Keen - Chauffeur van een truck met fusten bier